# Miskolc zenei élete

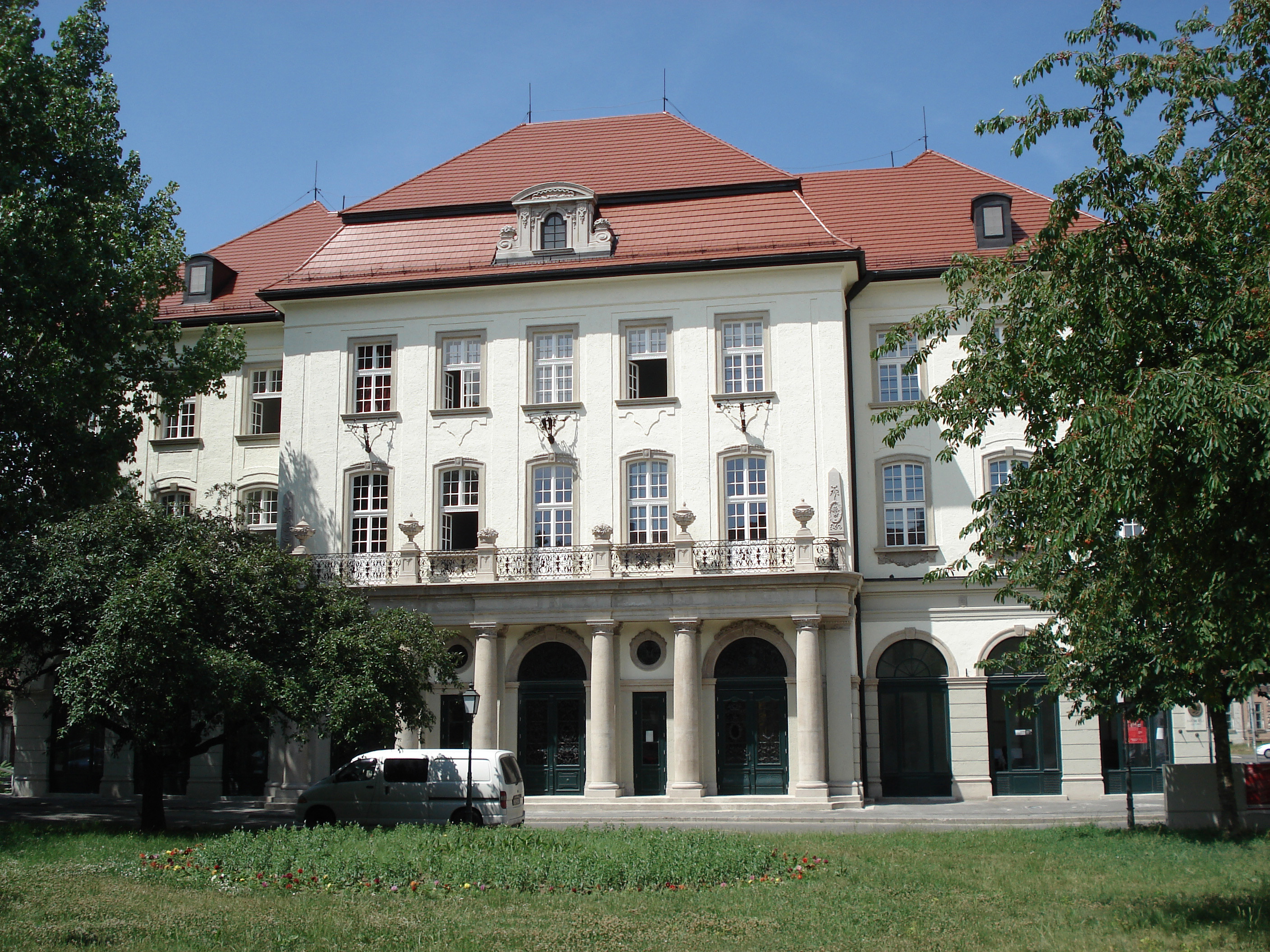
A miskolci Zenepalota épülete

Miskolc zenei élete a 19. század második felétől mondható szervezettnek. Ekkor alakult a Zenekedvelők Egyesülete, majd később a Miskolci Közművelődési Egyesület, amelyek szervezett keretekbe foglalták és elindították a városi hangversenyéletet. Fontos lépés volt a Zenepalota 1926-os átadása, ebben működött a Városi Hubay Jenő Zeneiskola. A Miskolci Nemzeti Színházban színvonalas operaelőadásokat tartottak, a városban több zenekar is alakult. A mai Miskolci Szimfonikus Zenekar 1963-ban alakult meg, és máig a város, sőt a térség zenei életének reprezentánsa. Mellettük más jellegű zenei együttesek is létrejöttek, mint például a Reményi Ede Kamarazenekar, az Anima vonósnégyes és a Miskolci Ütősök. Újfajta lendületet hozott a város kulturális életébe a Bartók+ nemzetközi operafesztivál elindítása 2001-ben, majd minőségi ugrást jelentett a Művészetek Háza átadása 2006-ban. A miskolci zenei élet szlogenje: „A zene várost épít.”
A szócikk a klasszikus zene városi történetét dolgozza fel.

## Az előzmények

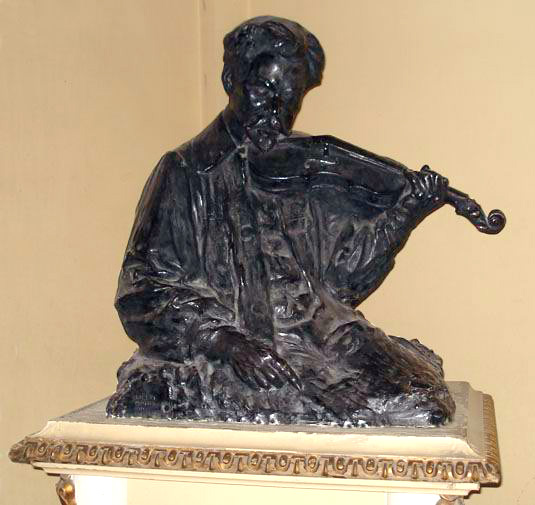
Hubay Jenő szobra a Zenepalotában

Miskolc és a zene kapcsolatára utaló első levél 1535-ben íródott, amely szerint az avasi templomban egy Ferenc nevű orgonista működött. A 16. századtól rendszeres vásárokon jelen voltak a síposok, lantosok, tárogatósok, az Avas borospincéiben zenészek „segítették” a jókedvű bórkóstolást. Az egyházi, felekezeti iskolákban diákdalárdák működtek. A 19. század elején már feltűntek a városban a színészek is, Déryné mindenki kedves énekes színésznője volt. Az 1840-es években már Fáy Antal zongoravirtuóz játszott itt. Az ő Gizella nevű leányát a miskolci születésű Reményi Ede, a „nemzet hegedűse” (aki többször koncertezett a városban) vette feleségül. Fontos dátum a város zenetörténetében 1874. szeptember 26., mert ekkor alakult meg a Miskolci Daláregylet, ami a kórusművészet területén jelent mérföldkövet. Zenei nívójukat jelzi, hogy 1886. augusztus 11-én országos aranyérmet nyertek.
Miskolcon 1869-ben alakult meg az első, a város zenei életét összefogó szervezet, a Zenekedvelők Egyesülete. Ezt követően 1886-ban jött létre egy műkedvelő zenekar, amely főleg egyházi eseményeken lépett fel. A zenekar 1892-ben feloszlott ugyan, de az 1900-as évek elején már újra hangversenyezett, majd a Miskolci Közművelődési Egyesület szervezésében az 1911–12-es szezonban már tizenhat hangversenyt adtak. Ettől a zenekartól függetlenül alakult meg 1911-ben a Miskolc-Diósgyőr Vasgyári Kamarazene Egyesület. Ekkoriban már többé-kevésbé szervezett hangversenyélet alakult ki a városban, de az igazi zenei szervező munkát az 1921-ben alakult Miskolci Filharmóniai Társaság végezte. Létrejöttek olyan tartósan működő együttesek, mint például a Diósgyőr-Vasgyári Zenekar, a perecesi Bányász Zenekar, vagy a MÁV Fúvós Zenekar, de viszonylag rövid életű együttesek is alakultak (a Miskolc Városi Levente Zenekar, a Miskolci MÁV Műhelyi Cserkész Zenekar, a Miskolci Villamossági Rt. Zenekara és mások).
A város zenei életének fejlődése szorosan összefüggött az zenei oktatás szervezetté válásával. Zenetanárok már korábban is oktattak Miskolcon, de a szervezett a zeneiskolai oktatás minőségi változásokat hozott. Az első magánzenede Klima Mihály zenetanár vezetésével 1897-ben kezdte meg működését („Miskolczi Conservatorium”), majd 1901-től már állami szinten folyt a zeneoktatás a Városi Zeneiskolában (a régi Közkórház épületében, az egykori Fáy-kúriában), amelynek Lányi Ernő, országosan ismert zeneszerző volt a vezetője. Az iskolának 1921-ben már 650 tanulója volt. Hodobay Sándor polgármestersége idején, 1927-ben – hosszas és bonyodalmas előkészületek után – avatták fel a város új Zenepalotáját, amit az akkor még élő Hubay Jenő hegedűművészről neveztek el (Városi Hubay Jenő Zeneiskola), ahol rövidesen megindult a hangszeres oktatás is. Az 1936–37-es tanévben a zongora főtanszéken 107 növendék tanult, hegedűt huszonhárman, csellót tizenegyen, orgonát hárman, zeneszerzést ketten tanultak, és még volt 28 egyéb zenei tanfolyamon részt vevő hallgató is. Elindult az iskolai kórusmozgalom, és az akkoriban népszerű munkáskórusok (Miskolci Daláregylet, Miskolci MÁV Tisztviselők Dalköre, Vasas Vegyeskar, Diósgyőri Dalkör) is megkezdték működésüket.

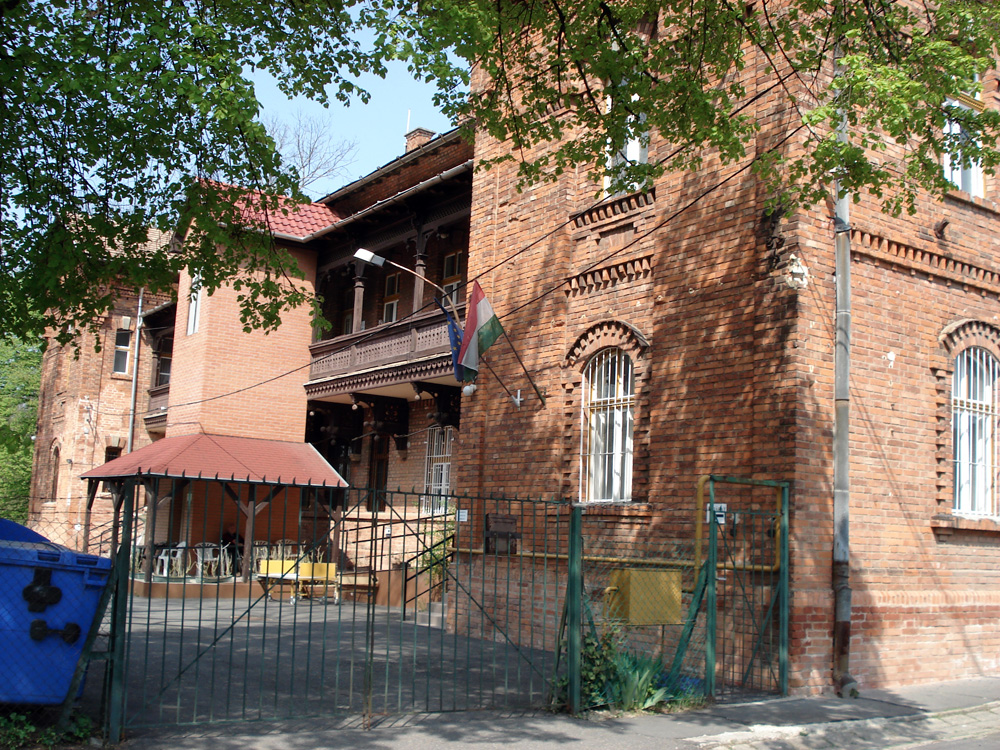
Az Erkel Ferenc Zeneiskola egykori épülete Diósgyőr-Vasgyárban

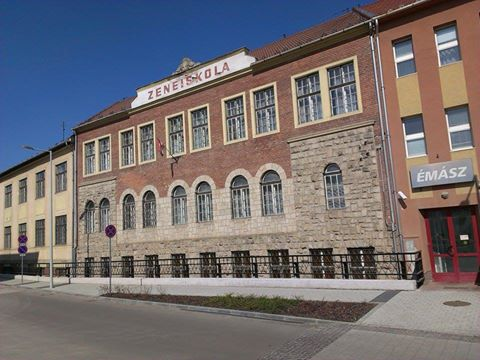
Az összevont Egressy-Erkel Zeneiskola épülete (Palóczy/Patak utca)

A Miskolci Nemzeti Színházban már a kezdetektől rendszeresek voltak az operaelőadások is. Az 1920–30-as években Sebestyén Mihály színigazgató idején, egy szerződés értelmében a fővárosi Operában megfordult világhírű operaénekesek nagy része fellépett Miskolcon is, így itt a többi vidéki színházhoz képest kiemelkedő operaprodukciókat tudtak bemutatni. Megfordultak itt a kor ünnepelt sztárjai: Leo Slezak, Richard Tauber, Georgij Baklanov, Kiva Tejko, Németh Mária és Sándor Erzsi, de a komplett budapesti operatársulat is. Sebestyén Mihály komoly operaciklust indított el, amelynek keretében a kezdeti három hónapban huszonöt, az első két évben száz operaelőadást tartottak – zsúfolt házak előtt. Ezen felül a zenei szólisták legjobbjai is koncerteztek a városban: a már említett Fáy Antal zongoraművészen, Reményi Ede hegedűművészen, Hubay Jenő hegedűművészen kívül többek között Dohnányi Ernő zongoraművész, Eugen D’Albert zongoraművész, Bronislaw Huberman hegedűművész, Jeanne-Marie Darre zongoraművész, Jan Kubelík hegedűművész, a Wiener Sängerknaben, Szigeti József hegedűművész és Nikita Magaloff zongoraművész. Joggal írta Bócz Sándor a tanulmányában: „…a zene Miskolcon csaknem mindenkié volt. Átszőtte a város ünnep- és hétköznapjait. Művelésében, fenntartásában, az érte folyó küzdelemben a polgárok nagyon sokszor közösen vettek részt.”
A zenei képzés területén az 1950-es években új struktúra alakult ki. A Zenepalotában egy fedél alatt folyt egymás mellett a szakközépiskolai és a főiskolai oktatás (Bartók Béla Zeneművészeti Szakközépiskola, Liszt Ferenc Zeneművészeti Főiskola miskolci tanárképzője). Emellett az alapfokú zenei oktatás is jelentős szerepet játszott a zenei kultúra terjesztésében: az Erkel Ferenc Zeneiskola Diósgyőr-Vasgyárban, az Egressy Béni Zeneiskola a belvárosban és a Fazekas úti Általános Iskola zenei tagozata.

## Az 1960-as évektől napjainkig

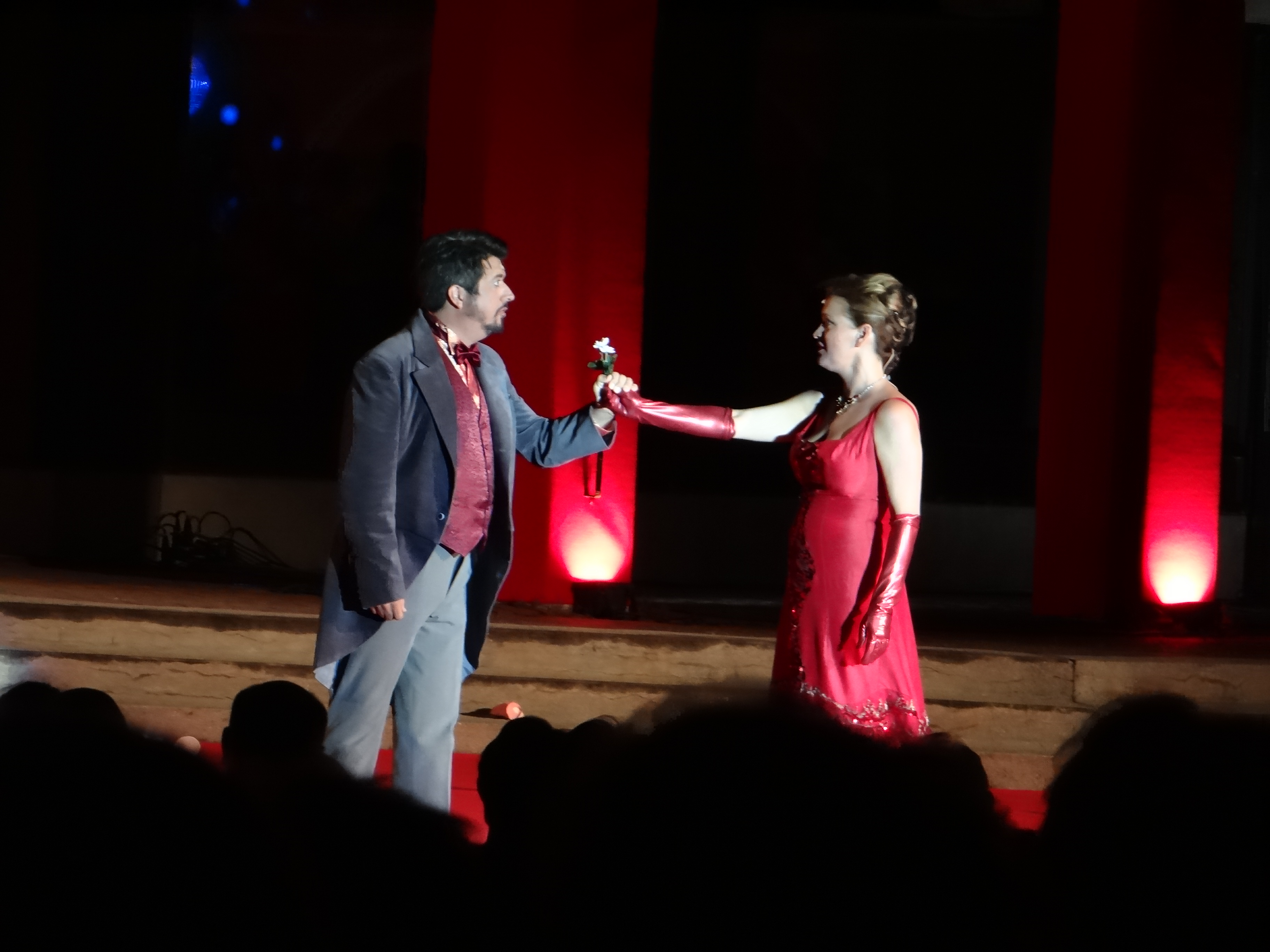
Verdi Traviatája az operafesztiválon, 2013-ban (Keszei Borbála és László Boldizsár)

A Zenepalotában 1966-tól megindult a főiskolai szintű tanárképzés is. Ezt a képzést vette át 1997-ben a Miskolci Egyetem Bartók Béla Zeneművészeti Intézet, 2021-től Bartók Béla Zeneművészeti Kar néven. 
A mai Miskolci Szimfonikus Zenekar előzményeként lehet megemlíteni a Diósgyőr-Vasgyári Zenekart, a Miskolci Nemzeti Színház zenekarát és a Liszt Ferenc Filharmonikus Zenekart. Gyakorlatilag közvetlenül ez utóbbiból alakult a Miskolci Szimfonikus Zenekar 1963. november 1-jén. Az együttesre alapozva Miskolcon évente három bérletsorozat indul, összesen 1600 bérlővel, a hangversenyeken a zenekari és versenyműveken, valamint az oratóriumi előadásokon kívül általában egy-egy kamarakoncert is szerepel, újabban operák is – hangversenyszerű előadásban. Az előadásokon a szimfonikus zenekaron kívül más hazai zenekarok, énekkarok és előadóművészek is fellépnek, de természetesen neves külföldi vendégművészek is szerepelnek a hangversenyeken.
A Miskolci Nemzeti Színházban gyakorlatilag alapításától rendeztek operaelőadásokat is, amelyek azonban egy időben megritkultak. Az 1950-es években néhány évig volt a színháznak operatagozata is, a színház megrendelésére írta például Petrovics Emil Lüszisztraté című vígoperáját, amit 1962-ben mutattak be. Az 1990-es évek végétől ismét rendszeressé vált az évenkénti egy opera bemutatása, sőt újra felmerült az operatagozat megalakítása, ami azonban egyelőre nem valósult meg, 2013-ban létrejött viszont a színház balett-tagozata, Miskolci Balett néven.
1976-ban Selmeczi György alapította meg és vezette a Miskolci Új zenei Műhelyt, amelynek célkitűzései között a kortárs zene értékeinek bemutatása, szerzők és előadók szerepeltetése volt. Az ezredforduló után hozott fontos újdonságot és pezsgést a város zenei életbe a Miskolci Nemzetközi Operafesztivál, amelyet 2001 óta rendeznek meg, neves operaénekesek és operatársulatok, zenei együttesek részvételével. A fesztiválon az operákon kívül szimfonikus és kamarazenei előadások, dal- és kórusestek, gyermekelőadások is műsorra kerülnek. Fontos megemlíteni, hogy a szorosan vett komolyzenei műveken kívül könnyű-, nép- és rockzenei koncerteket is rendeznek. A rendezvény a város zeneszerető lakosságán kívül az ország egész területéről, de külföldről is vonz érdeklődőket. A fesztivál 2010-ben ünnepelte tízéves fennállását.
A Csodamalom Bábszínház – azon felül, hogy meseelőadásokkal szórakoztatja a város legifjabb polgárait – több zenés produkciót is műsorára tűzött, amelyek során a műfaj sajátságaihoz igazodva népszerűsít zenei alkotásokat, vagy éppen új értelmezést ad számukra – immár felnőttek számára is.
Évente rendezik a Nemzetközi Kamarakórus Fesztivált (2009-ben volt a huszadik a sorozatban), amelynek résztvevői a megye több településén is bemutatkoznak. Ismétlődő rendezvény a Miskolci Kamarazenei Nyár és az avasi templomban rendezett Collegium Musicum című orgonahangverseny-sorozat is.
A hangversenyszervezést évtizedek óta az Országos Filharmónia (majd utódjaként a Nemzeti Filharmónia, ma Filharmónia Magyarország) vette át, de a Szimfonikus Zenekar is szervez hangversenyeket. Fontos szerepet tölt be ezen a téren a Művészetek Háza is, de saját előadásokat szervez a Bartók Béla Zeneművészeti Intézet és (az Operafesztivál idején) – szerte a városban és a megyében – az Operafesztivál Kht. is. A hangversenyszervezők munkája révén az elmúlt évtizedekben járt a városban például – csak a külföldi előadók közül – Szvjatoszlav Richter, a King’s Singers, Jurij Szimonov, Shlomo Mintz, Reinhold Friedrich, Oliver von Dohnányi, Piotr Anderszewski és még sokan mások.

## Helyszínek

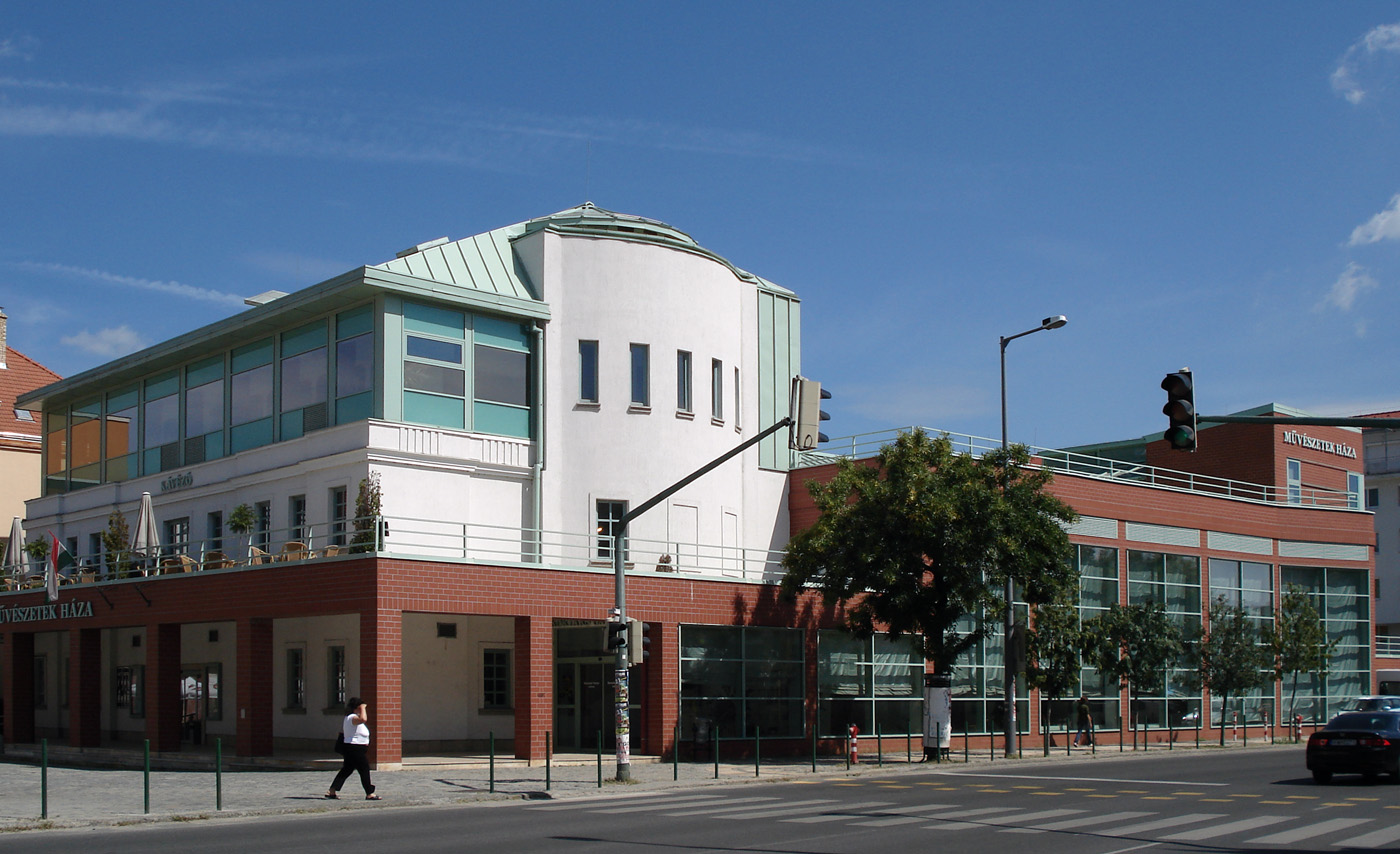
A Művészetek Háza

Az 1960-as években felpezsdült zenei élet nagy gondja a megfelelő akusztikájú és méretű hangversenyterem hiánya volt. Szimfonikus koncertek számára gyakorlatilag csak a Miskolci Nemzeti Színház jöhetett szóba, bár kísérleteztek az azóta megszűnt SZOT székház, a Vasas Művelődési Központ, sőt a „régi Vasas Otthon” színháztermével is, majd a Miskolci Egyetem nagy aulája elkészülte után ott is (utóbbi bevált). Komoly problémát jelentett, hogy a színházban az előadási rend miatt csak hétfőnként lehetett hangversenyeket tartani, az akusztikája sem volt megfelelő szimfonikus zenekari előadások számára, ebből a szempontból a SZOT székház még ettől is sokkal rosszabb volt. Kamara- és szólóhangszeres művek előadására alkalmas volt a Zenepalota Bartók-terme, ritkábban a Miskolci Akadémiai Bizottság székházában és a Városháza nagytermében is voltak hangversenyek. A Zenepalota, és benne a Bartók-terem állapota, folyamatosan romlott, felújítása 2009 és 2011 között megvalósult. Alkalmi szabadtéri koncerteket rendeztek az 1990-es évek közepétől a Színház kiváló akusztikájú szabadtéri Nyári színházában és a Diósgyőri várban is, de ezeken a helyeken az időjárás és a környezeti zaj okozhatott esetenként problémákat. Néhány templom is alkalmas megfelelő műfajú zenei előadásokra (Avasi református templom, Ortodox templom, Selyemréti templom, Zsinagóga, Belvárosi evangélikus templom stb.). Nagy közönségre számító koncertek helyszíne még a Miskolci Sportcsarnok és a Jégcsarnok. 2012-től az Operafesztivál keretében – „Ezrek operája” néven – a város különböző terein is rendeznek egy-egy teljes operát (például a Városház téren, az avasi kilátónál, vagy a Tudomány és technika háza előtt).
A nagy áttörés 2006-ban következett be, amikor az egykori Béke (azelőtt Uránia) mozi épületének átépítésével létrejött a Művészetek Háza, benne Miskolc régen várt, remek akusztikájú hangversenyterme, amelynek hangzásvilágát egy Carmen elnevezésű elektronikus rendszer is javítja. A hangversenyterem 600 fő befogadására képes, színpadja 160 négyzetméter területű.

## Zenei együttesek
Az alábbi pontok a város néhány együttesét ismertetik, közel sem teljes körűen.

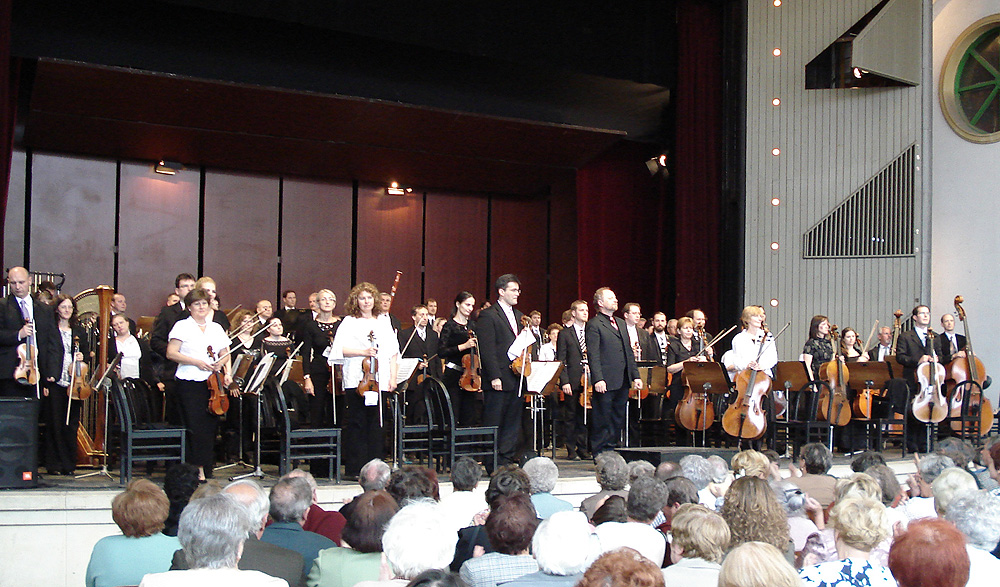
A Miskolci Szimfonikus Zenekar a 2010-es promenádkoncerten, karmester: Kovács László

A Miskolci Szimfonikus Zenekar 1963-ban alakult, amelyet kezdetben Mura Péter irányított, majd 1984 és 2014 között Kovács László művészeti vezető és zeneigazgató vezetésével működött, a 2014–15-ös szezontól Gál Tamás, 2018-tól pedig Antal Mátyás vezeti a zenekart. Az első koncertmester 1963-tól 2005-ig Gál Károly volt, majd Soós Gábor után Kaulics-Nagy Zsófia tölti be ezt a tisztet. A zenekar a helyi bérleti hangversenyeken kívül fellép más városokban, a fővárosban is, de rendszeresek külföldi fellépéseik, hangversenykörútjaik is. Évente ismétlődőek a zenekar karácsonyi, húsvéti és újévi koncertjei, és minden évben ún. promenádkoncerttel zárják a szezont. Gyakoriak a szimfonikus zene és a dzsessz együttes bemutatását célzó előadások is (Klazz-koncertek = Klasszikus + jazz). Fontos és érdekes kezdeményezése a zenekarnak „Játsszunk zenét a szimfonikusokkal!” című előadás, amelyet 2004-től szerveznek gyerekeknek. A zenekarnak 2011-ig több mint huszonöt CD-je jelent meg.
A Reményi Ede Kamarazenekart 1982-ben alapította Gál Károly hegedűművész a Főiskola fiatal vonósaiból – utóbbiak kezdeményezésére. Az együttes kezdetben iskolai zenekar volt, majd – miután állandósult a tagsága – önálló zenekarrá vált. Azóta állandó résztvevői a városi zenei eseményeknek, és mint a régió egyetlen kamarazenekara, az észak-magyarországi zenei életben is jelen vannak. Hazai fellépéseiken kívül számos külföldi országban is megfordultak. Gál Károly halála után Kriston Tamás vette át a kamarazenekar művészeti vezetését. Repertoárjuk a barokk zenétől a kortárs művekig terjed, de még világhírű rockegyüttesekkel is zenéltek együtt az Operafesztivál keretén belül.

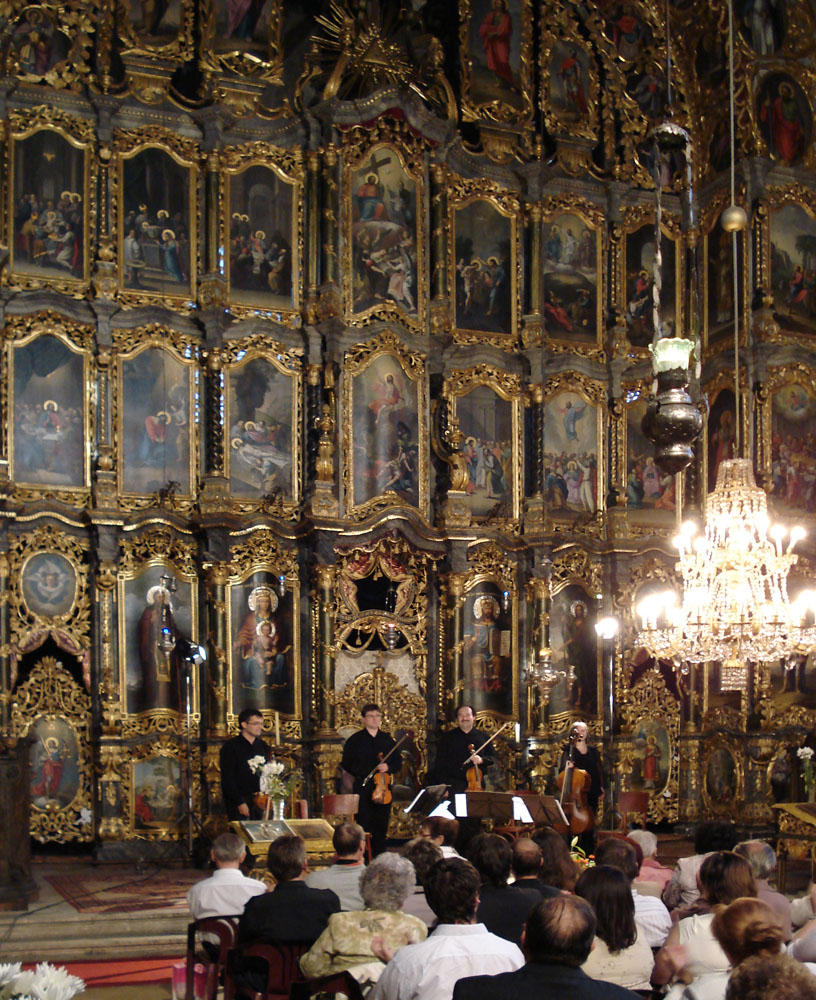
Az Anima Vonósnégyes a 2009. évi Operafesztiválon, az Ortodox templomban

Az Anima vonósnégyes 1997-ben alakult a Szimfonikus Zenekar tagjaiból, primáriusa Soós Gábor. Az együttes azt az űrt töltötte be, ami a Gál Vonósnégyes (1972–1986) megszűnése után jelentkezett, azután ugyanis Miskolcon nem működött állandó vonósnégyes. Az Anima Vonósnégyes az ország számos városában szerepelt, és külföldön is sokfelé felléptek (Olaszország, Svájc, USA). Majd’ minden évben részt vesznek az Operafesztivál rendezvényein.
Az Allegra vonósnégyes női zenekar, a Miskolci Szimfonikus Zenekar tagjaiból jött létre. Európa és a Távol-Kelet számos országában is szerepeltek. Repertoárjuk a klasszikus vonósnégyes-irodalmon túl kiterjed a könnyűzenére is.
A Miskolci Ütősök hattagú együttes, mind miskolci születésű zenész. Felléptek szerte az országban, de külföldön is (Németország, Lengyelország, Franciaország). 2005-ben Miskolc város nívódíjával, 2006-ban Miskolci Gyémántok elismeréssel tüntették ki az együttest. 2010-ben voltak tízévesek.
A Bányász Fúvószenekar 1911-ben jött létre Perecesen, és ekkor még szimfonikus és könnyűzenét is játszottak. Ma fúvószenekarként működnek, és rendszeresen fellépnek különböző városi és megyei rendezvényeken. Aranydiplomás Koncert Fúvószenekari és Művészeti Nívódíj minősítéssel rendelkeznek.
A Palota Rézfúvós Kvintett a Szimfonikus Zenekar zenészeiből alakult 1998-ban. Repertoárjuk a reneszánsz zenétől a kortárs művekig terjed. A városi és megyei rendezvények mellett fellépnek fesztiválokon és alkalmilag szervezett koncerteken is.
A Miskolci Bartók Kórus 1965-ben alakult a Főiskolán Kardos Pál vezetésével, majd Reményi János irányításával több hazai és külföldi kórusversenyen első díjat nyertek. 1989-től a kórus irányítását Papp Edit és Sándor Zoltán karnagyok vették át, és a külföldi fellépések és hangversenykörutak egyre sűrűbbek lettek. Felléptek Ausztriában, Törökországban, Romániában, Lengyelországban, Olaszországban, Szlovákiában és más országokban. Az együttes állandó létszáma 70 fő, amely nagyobb lélegzetű művek előadásakor további énekesekkel egészül ki.
A Forrás Kamarakórus 1986-ban alakult, repertoárjuk felöleli a teljes kórusirodalmat, „cum laude” minősítéssel rendelkeznek. Az együttes Kiss Csaba, majd Somogyiné Kovács Andrea és a Reményi Ede-díjas Balásné Molnár Ildikó karnagy vezetésével működik, és számos nívós nemzetközi verseny díjazottjai. CD-ik is megjelentek.
A Cardinal Mindszenty Kórus 1982-ben alakult együttes. A kórus létszáma 30–35 fő, karnagya megalakulása óta Gergely Péter Pál. Repertoárjuk felöleli  az egyházi és a világi műfajokat, a gregorián koráloktól a 20. századi művekig. A miskolci koncerteken (például a Bartók+ operafesztiválon és bérleti hangversenyeken) kívül külföldön is gyakran fellépnek. Háromszoros első helyezettjei a római Palestrina világversenynek.
Az iskolai kórusmozgalom jeles képviselői a Fazekas úti zenei Általános Iskola Gyermekkara, az Egressy Béni Zeneiskola Gyermekkara és a Zrínyi Gimnázium Leánykara, amelyek komoly nemzetközi sikerekkel, versenygyőzelmekkel is büszkélkedhetnek.